# Freeport (Minnesota)
Freeport é uma cidade localizada no estado americano de Minnesota, no Condado de Stearns.

## Demografia
Segundo o censo americano de 2000, a sua população era de 454 habitantes.
Em 2006, foi estimada uma população de 465, um aumento de 11 (2.4%).

## Geografia
De acordo com o United States Census Bureau tem uma área de
2,3 km², dos quais 2,3 km² cobertos por terra e 0,0 km² cobertos por água. Freeport localiza-se a aproximadamente 390 m acima do nível do mar.

## Localidades na vizinhança
O diagrama seguinte representa as localidades num raio de 12 km ao redor de Freeport.